# Dukt leśny

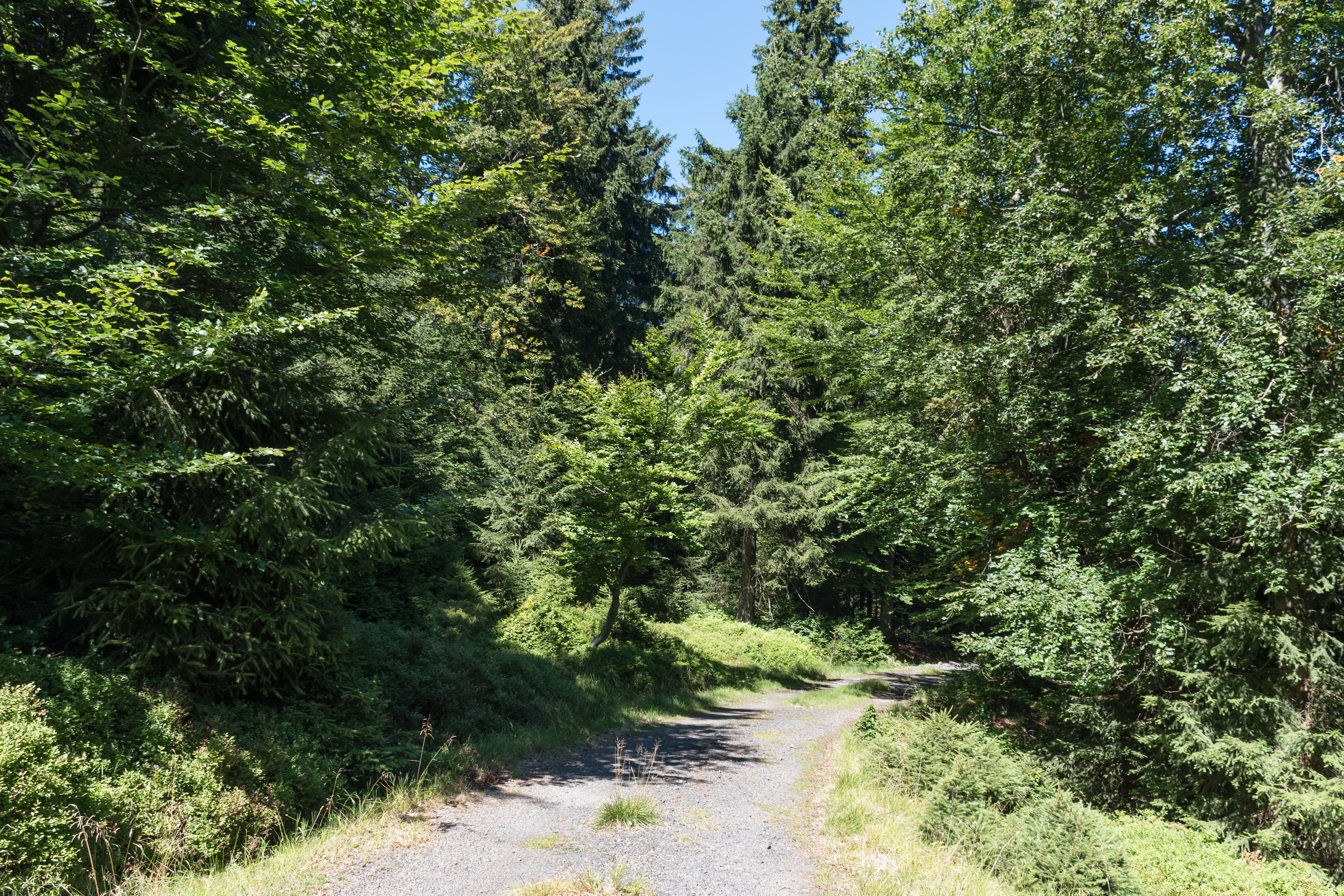
Dukt Nad Spławami, granica rezerwatu przyrody Puszcza Śnieżnej Białki

Dukt leśny – specjalnie niezalesiany pas w lesie. Ten pas służy do podziału obszaru leśnego, na odrębne terytorialnie obszary danego lasu. Często wykorzystywany jest jako droga leśna.